# Electron beam melting
L'Electron Beam Melting (EBM), anche nota con il nome standardizzato di electron beam powder bed fusion (EB-PBF), è una tecnica di fabbricazione additiva nella quale un fascio di elettroni viene utilizzato per fondere in maniera selettiva sottili strati di polvere metallica. La possibilità di ottenere geometrie anche molto complesse e di processare, tra le altre, leghe di titanio o superleghe rendono questa tecnica perfetta per settori in cui sono richieste particolari caratteristiche nei pezzi prodotti, quali ad esempio il settore aerospaziale, il settore automotive o il settore biomedicale.

## Tecnologia
Questo procedimento, che parte direttamente dal metallo puro allo stato di polvere, permette di produrre pezzi finiti e privi di vuoti. Quest'ultima caratteristica è stata peculiare della tecnologia EBM almeno fino al 2011 quando i modelli di SLM (stampanti 3D metallo a tecnologia "Selective Laser Melting") ancora non riuscivano a raggiungere tali prestazioni di alta densità; ora la tecnologia SLM ha raggiunto prestazioni che si avvicinano al procedimento EBM.
Il processo di produzione prevede il posizionamento sotto vuoto degli strati di polvere del materiale da fondere, a partire da spessori di circa 0,1 mm e con una capacità di fusione fino a 80 cm3/h. L'operare sotto vuoto, e quindi in assenza di aria, permette anche di lavorare su materiali che altrimenti reagirebbero immediatamente con l'ossigeno producendo composti indesiderati.
Il macchinario, che segue i comandi dettati da un file in Codice G, a sua volta generato a partire da un modello 3D, è suddiviso in 4 settori:
- Comando (PC)
- Potenza (high voltage)
- Cannone (tubo catodico) ove viene generato il fascio di elettroni
- Camera (mantenuta a pressione costante (3*10-5))

Il processo di fusione avviene a temperature tipicamente comprese tra 700 e 1.000 °C e permette di ottenere parti sostanzialmente prive di tensioni residue e che pertanto non necessitano di post trattamenti termici dopo la produzione.
La tecnica EBM è stata sviluppata dall'azienda svedese Arcam.

## Applicazioni
L'EBM è attualmente usato con successo nei settori aeronautico, aerospaziale e biomedico, in particolare nella fusione di titanio in lega (Ti Al6V4 o puro) per la creazione di protesi articolari biomediche per l'impianto stabile nell'uomo o nell'animale.